# Dašča Rijeka
Dašča Rijeka es un pueblo ubicado en el municipio de Berane, en Montenegro.

## Demografía
Hasta 2011 la población era de 103 habitantes, conformada por 24 hogares y 40 viviendas.
| 172                                                              | 214 | 247 | 253 | 262 | 204 | 115 | 103 |
| (Fuente: Population statistics of Eastern Europe & former USSR.) |     |     |     |     |     |     |     |

| Etnicidad                                           | Número | Porcentaje |
| --------------------------------------------------- | ------ | ---------- |
| Bosnios                                             | 115    | 100,00 %   |
| Fuente: Republic of Montenegro. Statistical Office. |        |            |